# Petrivske (Velîki Prîțkî), Kaharlîk
Petrivske (în ucraineană Петрівське) este un sat în comuna Velîki Prîțkî din raionul Kaharlîk, regiunea Kiev, Ucraina.

## Demografie
Componența lingvistică a localității Petrivske
     Ucraineană (97,44%)
     Rusă (2,56%)
Conform recensământului din 2001, majoritatea populației localității Petrivske era vorbitoare de ucraineană (97,44%), existând în minoritate și vorbitori de rusă (2,56%).